# Liparis platyglossa
Liparis platyglossa är en orkidéart som beskrevs av Rudolf Schlechter. Liparis platyglossa ingår i släktet gulyxnen, och familjen orkidéer. Inga underarter finns listade i Catalogue of Life.